# 52e breedtegraad noord
De 52e breedtegraad noord is de parallel (breedtecirkel) op de Aarde op 52 graden ten noorden van de evenaar. Deze bevindt zich op 38 graden ten zuiden van de geografische Noordpool.

## Landen en zeeën
Overzicht van landen en zeeën op de 52e breedtegraad noord. Bovenaan staat het gebied op nulmeridiaan.
| Land of zee         | Opmerking |
| ------------------- | --- |
| Verenigd Koninkrijk | Engeland |
| Noordzee            | |
| Nederland           | De provincies Zuid-Holland, Utrecht en Gelderland; de 52e breedtegraad komt virtueel Nederland binnen ter hoogte van strandslag Vlugtenburg bij 's-Gravenzande in het Westland |
| Duitsland           | |
| Polen               | |
| Wit-Rusland         | |
| Oekraïne            | |
| Rusland             | |
| Kazachstan          | |
| Rusland             | |
| Mongolië            | |
| Rusland             | |
| China               | |
| Rusland             | |
| Tatarensont         | |
| Rusland             | Het eiland Sachalin |
| Zee van Ochotsk     | |
| Rusland             | Kamtsjatka |
| Grote Oceaan        | De breedtegraad loopt langs de Aleoeten. |
| Verenigde Staten    | Alaska: Kiska Island |
| Canada              | Brits-Columbia Alberta Saskatchewan Manitoba Ontario |
| Jamesbaai           | In de Jamesbaai passeert de breedtegraad het kleine eiland Charlton Island, dat tot Nunavut behoort.                                                                           |
| Canada              | Québec Grens tussen Québec en Newfoundland en Labrador (ca. 460 km) Newfoundland en Labrador                                                                                   |
| Atlantische Oceaan  | |
| Ierland             | |
| Ierse Zee           | |
| Verenigd Koninkrijk | Wales en Engeland |